# هوهنهاملن
هوهنهاملن (به آلمانی: Hohenhameln) یک شهر در آلمان است که در Peine واقع شده‌است. هوهنهاملن ۹٬۴۶۱ نفر جمعیت دارد.

## خواهرخوانده
شهرهای برندیس، آلمان، لوپرسوم و Gmina Unisław خواهرخوانده‌های هوهنهاملن هستند.